# Austin (Nevada)
Austin è un census-designated place (CDP) degli Stati Uniti d'America della contea di Lander nello Stato del Nevada. La popolazione era di 192 persone al censimento del 2010.

## Geografia fisica
Secondo lo United States Census Bureau, ha un'area totale di 1,1 miglia quadrate (2,9 km²).